# Crenidorsum celebes
Crenidorsum celebes là một loài côn trùng cánh nửa trong họ Aleyrodidae, phân họ Aleyrodinae.
Crenidorsum celebes được Martin miêu tả khoa học đầu tiên năm 1988.